# Elsie Clews Parsons
Elsie Worthington Clews Parsons (27 de novembre de 1875 - 19 de desembre de 1941) va ser una antropòloga, sociòloga, folklorista i feminista nord-americana que va estudiar a les tribus Natives americanes —com els Tewa i els Hopi—a Arizona, Nou Mèxic i Mèxic. Va ajudar a fundar La Nova Escola. Va treballar com a editora associada en la Revista de Folklore Americà (1918-1941), va ser presidenta de la Societat Americana de Folklore (1919-1920), presidenta de la Societat Etnològica Americana (1923-1925) i va ser triada com la primera president dona de l'Associació Americana d'Antropologia (1941) mesos abans de morir-se.
Va aconseguir el seu títol de grau en el Barnard College en 1896. Va rebre el mestratge (1897) i el doctorat (1899) a la Universitat de Colúmbia.
Cada dos anys, la Societat Etnològica Americana atorga el Premi Elsie Clews Parsons per al millor assaig d'estudiants de postgrau en el seu honor.

## Biografia
Parsons era filla d'Henry Clews, un adinerat banquer de Nova York, i de Lucy Madison Worthington. El seu germà, Henry Clews, Jr. era un artista. L'1 de setembre de 1900, en el Newport, Rhode Island, es va casar amb el futur congressista republicà progressiu Herbert Parsons, associat i aliat polític del president Theodore Roosevelt. Quan el seu marit s'exercia com a membre del Congrés, ella va publicar dos llibres considerats controvertits en el seu moment fent servir el pseudònim John Main.
Va començar a interessar-se per l'antropologia cap al 1910.
El seu article Religió dels Indis Poble és considerat un clàssic; allí hi reunia tots els seus treballs previs i també el d'altres autors.
No obstant això, ella és sovint assenyalada per certs crítics acadèmics moderns com un exemple arquetípic de pensadora "Feminista Anti-Modernitat", coneguda per la seva infatuació dels indis natius americans usualment manifestada com un desig de preservar la identitat indígena "pura" i "tradicional", sense mostrar consideració per la forma en què els pobles natius afrontaven els assumptes de modernització o canvi cultural. Grande (2004, p. 134) argumenta que les seves tendències racistes i objetivants cap als pobles indígenes de l'Amèrica del Nord queden evidenciades, per exemple, en el seu interès de canviar el seu nom i apropiar-se d'una "identitat" Hopi principalment per augmentar el seu accés a llocs de recerca. (Jacobs 1999, p. 102).

## Treballs

### Primers treballs de sociologia
- La família (1906)
- Castedat religiosa (1913)
- La dona antiquada (1913)
- Por i convencionalitat (1914)
- Parsons, Elsie Clews (1997). Fear and Conventionality. University Of Chicago Press. ISBN 0-226-64746-3.
- Llibertat social (1915)
- Regla social (1916)

### Antropologia
- L'organització social dels Tewa de Nou Mèxic (1929)
- Ceremonialismo Hopi i Zuni (1933)
- Religió dels indis Pueblo (1939)

### Etnografies
- Mitla: Ciutat de les animes (1936)
- Peguche (1945)

### Recerques sobre folklore
- Folklore de les Illes de Cap Verd (1923)
- Folklore de les Illes del Mar, S.C. (1924)
- Folklore de les Antilles, Franceses i Angleses (3v., 1933-1943)

### Reimpressions
- Parsons, Elsie Clews (1992). North American Indian Life: Customs and Traditions of 23 Tribes. Dover Publications. ISBN 0-486-27377-6.
- Parsons, Elsie Clews (1996). Taos Tales. Dover Publications. ISBN 0-486-28974-5.
- Parsons, Elsie Clews (1994). Tewa Tales. University of Arizona Press. ISBN 0-8165-1452-6.